# Degenfeld (Familienname)
Degenfeld ist ein Familienname, der vor allem im deutschsprachigen Raum vorkommt.

## Namensträger
- Alfred von Degenfeld (1816–1888), deutscher Generalleutnant und Politiker, MdR
- August von Degenfeld-Schonburg (1798–1876),  österreichischer Feldzeugmeister und Politiker
- August Wilhelm Friedrich von Degenfeld (1795–1845), deutscher Grundherr
- Carl Gottfried von Degenfeld (1690–1727), deutscher Grundherr
- Christoph von Degenfeld (Vogt) (1535–1604), württembergischer Beamter und Obervogt in Göppingen und Blaubeuren
- Christoph von Degenfeld-Schonburg (1831–1908), österreich-ungarischer General der Kavallerie
- Christoph Eberhard Friedrich von Degenfeld (1737–1792), Herr auf Neuhaus, Mitherr zu Ehrstädt, auf dem Eulenhof, auf dem Unterbiegelhof, zu Waibstadt und zu Wagenbach
- Christoph Ferdinand I. von Degenfeld (1699–1766), Herr zu Waibstadt, Unterbiegelhof und Ehrstädt
- Christoph Ferdinand III. Friedrich von Degenfeld (1739–1812), deutscher Adliger
- Christoph Ferdinand IV. Philipp von Degenfeld (1772–1858), Herr auf Neuhaus, Mitherr zu Ehrstädt, auf dem Eulenhof, auf dem Unterbiegelhof, zu Waibstadt und zu Wagenbach
- Christoph Friedrich I. von Degenfeld († 1705), Herr auf Neuhaus, auf dem Eulenhof und zu Ehrstädt
- Christoph Jacob von Degenfeld († 1646), Herr auf Neuhaus und Eulenhof, zu Ehrstädt und Waibstadt
- Christoph Martin von Degenfeld (1599–1653), deutscher Feldherr
- Christoph Martin von Degenfeld-Schonburg (1689–1762), preußischer General, Diplomat und Politiker
- Christoph Wilhelm Ferdinand von Degenfeld (1776–1831), Grundherr zu Ehrstädt, Waibstadt, Unterbiegelhof und Wagenbach
- Edmund Reinhard Friedrich Wilhelm Christoph Hektor von Degenfeld (1817–1870), deutscher Generalmajor
- Ferdinand von Degenfeld (Ferdinand der Blinde; 1629–1710), pfälzischer Beamter und Landesstatthalter
- Ferdinand Christoph von Degenfeld-Schonburg (1802–1876), württembergischer Diplomat
- Ferdinand Christoph Eberhard von Degenfeld-Schonburg (1835–1892), österreichischer Feldmarschallleutnant und Prinzenerzieher
- Ferdinand Friedrich I. von Degenfeld (1661–1717), deutscher Grundherr zu Ehrstädt, Waibstadt, Unterbiegelhof und Wagenbach
- Friedrich von Degenfeld-Schonburg (1878–1969), deutscher Verwaltungsjurist
- Friedrich Christoph von Degenfeld-Schonburg (1769–1848), österreichischer Generalmajor und Politiker, MdL Kurhessen
- Götz Christoph von Degenfeld-Schonburg (1806–1895), deutscher Offizier
- Hannibal von Degenfeld (1648–1691), deutscher Heerführer
- Johann Christoph I. von Degenfeld (1563–1613), Ortsherr von Ehrstädt und Eulenhof, Schlossherr auf Schloss Neuhaus und Mitherr in Hohen-Eybach und zu Dürnau
- Johann Christoph II. von Degenfeld († 1680), Herr auf Neuhaus und Eulenhof, zu Ehrstädt und Waibstadt
- Johann Friedrich I. von Degenfeld (1683–1760), Herr auf Neuhaus und Eulenhof
- Konrad von Degenfeld († 1600), Herr zu Eybach
- Kurt von Degenfeld-Schonburg (1838–1888), deutscher Mineraloge
- Marie Luise von Degenfeld (1634–1677), Raugräfin zu Pfalz
- Maximilian von Degenfeld (1645–1697), deutscher Diplomat und Kammerherr
- Philipp August von Degenfeld (1687–1750), deutscher Generalleutnant
- Reinhard Philipp Friedrich von Degenfeld (1722–1784), deutscher Grundherr
- Wilhelm Ferdinand Friedrich von Degenfeld (1757–1819), Herr auf dem Eulenhof, Mitherr zu Ehrstädt, Waibstadt, Wagenbach und Unterbiegelhof
- Wilhelm Friedrich Eberhard Bernhard von Degenfeld (1778–1855), badischer Generalmajor der Kavallerie